# Championnat de Hong Kong de football 1970-1971
Navigation
Saison précédente Saison suivante
La saison 1970-1971 du Championnat de Hong Kong de football est la vingt-sixième édition de la première division à Hong Kong, la First Division League. Elle regroupe, sous forme d'une poule unique, les quatorze meilleures équipes du pays qui se rencontrent deux fois, à domicile et à l'extérieur. En fin de saison, les deux derniers du classement sont relégués et remplacés par les deux meilleurs clubs de Second Division League, la deuxième division hongkongaise.
C'est le club des Hong Kong Rangers qui remporte le championnat cette saison après avoir terminé en tête du classement final, avec deux points d'avance sur Jardines SA, tenant du titre et quatre sur Sing Tao SC. C'est le tout premier titre de champion de Hong Kong de l'histoire du club. À l'opposé du classement, Hong Kong FC vit une année cauchemardesque avec vingt-six défaites en autant de matchs...
À l'issue de la saison, le club de Jardines SA annonce son retrait de la compétition, ce qui permet le repêchage de Kowloon Motor Bus FC, initialement relégué. 

## Clubs participants
- Hong Kong FC
- Army XI - Promu de D2
- Kowloon Motor Bus FC
- South China AA
- Eastern AA
- Fire Services FC
- Happy Valley AA - Promu de D2
- Tung Sing FC
- Sing Tao SC
- Yuen Long SA
- Hong Kong Telephone FC
- Hong Kong Rangers
- Hong Kong Police FC
- Jardines SA

## Compétition
Le barème de points servant à établir les classements se décompose ainsi :
- Victoire : 2 points
- Match nul : 1 point
- Défaite : 0 point

### Classement
| Rang | Équipe                 | Pts | J  | G  | N | P  | Bp | Bc | Diff |
| ---- | ---------------------- | --- | -- | -- | - | -- | -- | -- | ---- |
| 1    | Hong Kong Rangers      | 39  | 26 | 17 | 5 | 4  | 74 | 36 | +38  |
| 2    | Jardines SAT           | 37  | 26 | 16 | 5 | 5  | 57 | 25 | +32  |
| 3    | Sing Tao SC            | 35  | 26 | 13 | 9 | 4  | 43 | 22 | +21  |
| 4    | Hong Kong Police FC    | 32  | 26 | 12 | 8 | 6  | 53 | 37 | +16  |
| 5    | Tung Sing FC           | 30  | 26 | 11 | 8 | 7  | 63 | 51 | +12  |
| 6    | Happy Valley AAP       | 29  | 26 | 12 | 5 | 9  | 57 | 42 | +15  |
| 7    | South China AA         | 29  | 26 | 11 | 7 | 8  | 55 | 41 | +14  |
| 8    | Fire Services FC       | 26  | 26 | 9  | 8 | 9  | 49 | 45 | +4   |
| 9    | Yuen Long SA           | 22  | 26 | 7  | 8 | 11 | 47 | 47 | 0    |
| 10   | Eastern AA             | 22  | 26 | 9  | 4 | 13 | 31 | 49 | -18  |
| 11   | Hong Kong Telephone FC | 21  | 26 | 6  | 9 | 11 | 29 | 42 | -13  |
| 12   | Army XIP               | 21  | 26 | 8  | 5 | 13 | 38 | 57 | -19  |
| 13   | Kowloon Motor Bus FC   | 21  | 26 | 7  | 7 | 12 | 37 | 59 | -22  |
| 14   | Hong Kong FC           | 0   | 26 | 0  | 0 | 26 | 19 | 99 | -80  |

|  | Champion de Hong Kong 1971              |
|  | Retrait du championnat en fin de saison |
|  | Relégation directe en deuxième division |
|  | T : Tenant du titre P : Promu de D2     |

## Bilan de la saison
| Championnat de Hong Kong de football 1970-1971 |                               |
| Champion                                       | Hong Kong Rangers (1er titre) |
| Coupes et trophées                             |                               |
| Vainqueur de la Coupe de Hong Kong 1970-1971   | Non disputée                  |
| Promotions et relégations                      |                               |
| Promus en First Division League                | Caroline Hill FC              |
| Promus en First Division League                | Tsuen Wan FC                  |
| Relégués en Second Division League             | Jardines SA (retrait)         |
| Relégués en Second Division League             | Hong Kong FC                  |